# Micronaspis floridana
Micronaspis floridana är en skalbaggsart som beskrevs av Green 1948. Micronaspis floridana ingår i släktet Micronaspis och familjen lysmaskar. Inga underarter finns listade i Catalogue of Life.